# Сухогрузный теплоход 19620
Проект 19620 сухогрузных теплоходов, предназначенных для перевозки помидоров, арбузов, картофеля и других овощей в контейнерах, а также тарно-штучных и пакетированных грузов, зерна, контейнеров массой от 5 до 20 т, в том числе рефрижераторных контейнеров, леса в пакетах. Проект разработан ЦКБ-51 (теперь ЦКБ «Вымпел») и относится к типу СТ-1300.
Тип судна — сухогрузный рефрижераторный двухвинтовой теплоход с размещением машинного отделения в корме, надстройки и рулевой рубки в носовой части судна, одним трюмом между надстройкой и машинным отделением, двумя палубами, двойным дном и двойными бортами в районе грузового трюма, внутренние борта которого продолжены до верхней палубы.
Имеется система технического кондиционирования воздуха грузового трюма.
Судостроительное предприятие: Волгоградский судостроительный завод (Россия, Волгоград); Рыбинский судостроительный завод имени Володарского (Россия, Рыбинск). Строились с 1984 по 1988 год.

## Технические характеристики
- Валовая вместимость: 1781 р. т.
- Чистая вместимость: 639 р. т.
- Дедвейт:1730 т.
- Водоизмещение: 2726 т.
- Длина: 86,7 м.
- Ширина: 12,0 м.
- Высота борта: 3,5 м.
- Марка главного двигателя: 6NVDS 48A-2U (компании SKL)[1]

## Модификации
Модификации: проект 19620, 19620М, 19620А, 19621
В 1990—2000-х годах почти все суда этого типа реконструировались в тип «река-море», что позволило им выходить в закрытые моря и совершать международные рейсы, в основном бассейнов Средиземного и Балтийского морей.
Реконструированные суда имеют увеличенную высоту трюмов, увеличенную осадку (галерея главной палубы обшивается металом и является двойным бортом), а некоторые переоборудованы в танкеры, одно судно переоборудовано в газовоз.